# 南俊介
南 俊介（みなみ しゅんすけ、1973年10月19日 -）は日本のソングライター、編曲家、リミキサー、トラックメイカー、音楽プロデューサー、実業家。東京都出身。血液型O型。身長178cm。体重61kg。明治大学法学部法律学科卒業。所属事務所はtearbridge production。株式会社ネクスト・デザイン代表取締役。

## 人物・来歴
好きな音楽はハウス、テクノ、エレクトロ。好きなアーティストはMASTERS AT WORK、Agent、4 Hero、Jeff Millsなど。影響を受けたアーティストはTM NETWORK。
作詞、作曲、編曲、リミックス、トラックメイクなど、サウンドプロデュースを幅広くこなすオールラウンドマルチクリエイター。R&B、ハウスを特に得意とし、音楽性は幅広くバラードからヒップホップのトラックメイクまでこなす。楽曲提供、音源制作など関わった主なアーティストはBoA、Crystal Kay、山田優、BENI、伊藤由奈、渡辺美里、石田耀子など。他DVD音源、インスト作品など楽曲制作は多数に上る一方、青山ALUXなどでDJとしても活動。
1999年、ギタリスト・村井大と出会い、器楽曲ユニットを結成。
2003年に女性ボーカリスト・maryの参加が決定し、2004年、3人組ユニット・dBを結成。dBではシンセサイザー、キーボード、ターンテーブル、プログラミングを担当。
2006年1月25日、ユニバーサルJよりdBのメンバーとしてシングル「Birth」でアーティストデビュー。着うたは100万ダウンロードを突破。現在、dBは解散している。
自身が主宰する株式会社ネクスト・デザインの代表取締役を務めている。
交響楽団の生演奏を超えるデジタルオーケストラの波及に注力しており、圧倒的なサウンド構築と制作スキルで各方面からのニーズが高まっている。一方でテクノやハウスのクラブミュージック、またシンセウェイヴの音源をSHUNSUKE MINAMI名義でリリースしている。

## ディスコグラフィ
- Dante
- Apollo
- Square Love

未発売のオリジナル曲。MySpaceで試聴可能。

### シングル
dB
1. Birth
  - 全作・編曲：南俊介
  - 収録曲：

  1. Birth　作詞：南俊介
  2. Brilliant　作詞：mary
  3. Birth (Landscape mix)　リミックス：南俊介
  4. Birth (Instrumental)

他にはWOWOW開局15周年記念アニメ「TOKKO 特公」のOPテーマ「Nothing」（作詞・作曲・編曲）、EDテーマ「Sherry」（作詞・作曲・編曲）、名古屋テレビ「崖っぷち」のEDテーマ「Wing」、ライブ披露済の「Everytime」、「Hero」、「Shine」、「Fly For You」（作曲）、サンテレビ・千葉テレビ「KOBE CALLING」の2月度EDテーマや名古屋テレビ「げりらっパ」のEDテーマとなった楽曲などがあるが、未発売である。「Fly For You」は後にmaryがソロで発表している。

### 主な楽曲提供 (一部抜粋)
| 発売日         | 曲名                                                   | 収録作品                                                                                      |                  |
| -------------- | ------------------------------------------------------ | --------------------------------------------------------------------------------------------- | ---------------- |
| 2001年6月22日  |                                                        | V.A.『ウルトラアニメユーロビートシリーズ パラパラMAX 4 〜THE POWER OF NEW ANIMATION SONGS〜』 | 編曲             |
| 2001年8月24日  |                                                        | V.A.『ウルトラアニメユーロビートシリーズ メカMAX 〜THE POWER OF NEW ANIMATION SONGS〜』       | 編曲             |
| 2001年10月24日 | 銀河のはてまで （歌：宮内タカユキ & MIO）              | V.A.『ウルトラアニメユーロビートシリーズ外伝 特撮最前線 特撮王 〜フォーエバー渡辺宙明〜』     | 編曲             |
| 2001年12月21日 |                                                        | V.A.『ウルトラアニメユーロビートシリーズ パラパラMAX 5 〜THE POWER OF NEW ANIMATION SONGS〜』 | 編曲             |
| 2002年3月1日   |                                                        | V.A.『ウルトラアニメユーロビートシリーズ ベストMAX 〜THE POWER OF NEW ANIMATION SONGS〜』     | 編曲             |
| 2002年6月19日  | 空と大地が出会う場所                                   | ウルトラキャッツ「空と大地が出会う場所」                                                      | 作曲、編曲       |
| 2002年7月10日  | I ♥ U (FCG SUPER REMIX)                                | THE★SCANTY「I ♥ U」                                                                           | リミックス       |
| 2002年8月21日  | メイアイ (LUXOR MIX)                                   | KRUD「メイアイ」                                                                              | リミックス       |
| 2003年1月29日  | WINDING ROAD featuring DABO                            | BoA『VALENTI』                                                                                | 編曲             |
| 2003年5月14日  | Earthsong                                              | BoA「Shine We Are!/Earthsong」                                                                | 作曲             |
| 2004年8月25日  | 明日へのbrilliant road                                 | 石田耀子『Hyper Yocomix』                                                                     | 編曲             |
| 2004年8月25日  | ALL MY LOVE                                            | 石田耀子『Hyper Yocomix』                                                                     | 編曲             |
| 2004年8月25日  | かえりみち                                             | 石田耀子『Hyper Yocomix』                                                                     | 編曲             |
| 2004年8月25日  | 永遠の花                                               | 石田耀子『Hyper Yocomix』                                                                     | 編曲             |
| 2004年8月25日  | こむぎ気分でロックンロール                             | 石田耀子『Hyper Yocomix』                                                                     | 編曲             |
| 2004年8月25日  | 天罰！エンジェルラヴィ                                 | 石田耀子『Hyper Yocomix』                                                                     | 編曲             |
| 2005年3月16日  | Shining Star                                           | Kaori@livedoor PHOENIX「ハートのエースが出てこない」                                          | 作詞、作曲、編曲 |
| 2006年9月20日  | Do It                                                  | 山田優「REAL YOU」                                                                            | 作曲、編曲       |
| 2007年2月28日  | Luna                                                   | 安良城紅「Luna」                                                                              | 作曲             |
| 2007年4月25日  | Losin' control                                         | 安良城紅『GEM』                                                                               | 作曲、編曲       |
| 2007年10月17日 | Fly For You （歌：Mary）                               | V.A.『ヒートアイランド -ソングス＆トラックス-』                                               | 作曲             |
| 2008年8月20日  | Summer Time!                                           | miray「Summer Time!」                                                                         | 作詞、作曲、編曲 |
| 2008年9月3日   | Go ⇒ Way                                               | Honey L Days「Go ⇒ Way/Center of the World」                                                  | 編曲             |
| 2008年11月26日 | 恋はgroovy×2                                           | 伊藤由奈「恋はgroovy×2」                                                                      | 作曲、編曲       |
| 2009年1月14日  | Only One （歌：ステファニー）                          | V.A.『映画「プライド」オリジナル・サウンドトラック』                                          | 作曲             |
| 2009年3月4日   | Brand New World                                        | 伊藤由奈「trust you」                                                                         | 作詞、作曲、編曲 |
| 2009年4月22日  | You're My Heart                                        | Tiana Xiao「悲しい嘘」                                                                        | 作詞、作曲、編曲 |
| 2009年5月27日  | BAILA BAILA                                            | 伊藤由奈『DREAM』                                                                             | 作詞、作曲、編曲 |
| 2009年10月23日 | ミラクルTRIAL!                                         | N's「秘密推奨!うるとLOVE」                                                                    | 編曲             |
| 2010年8月11日  | 花束                                                   | 北乃きい「花束」                                                                              | 編曲             |
| 2010年8月11日  | 思い出ありがとう                                       | 北乃きい「花束」                                                                              | 編曲             |
| 2010年8月27日  | THX A LOT                                              | a-nation's party「THX A LOT」                                                                 | 編曲             |
| 2011年5月4日   | あなたを忘れていけるように                             | Purple Days「あなたを忘れていけるように」                                                     | 編曲（共作）     |
| 2012年12月19日 | ELISE                                                  | 龍が如く5 夢、叶えし者                                                                        | 作曲、編曲       |
| 2012年12月19日 | Comin'at ya, My girl                                   | 龍が如く5 夢、叶えし者                                                                        | 作曲、編曲       |
| 2013年11月6日  | 君に伝われ Wonderful JAPAN！                           | JTBアイドルプロジェクト                                                                       | 編曲             |
| 2014年4月23日  | voyage                                                 | SORGENTI「voyage」                                                                            | 編曲             |
| 2015年4月6日   | スタンドマイヒーローズ                                 | スタンドマイヒーローズ「coly」                                                                | 楽曲制作         |
| 2016年1月15日  | 英雄伝説VI 空の軌跡                                    | 英雄伝説 空の軌跡 SC Evolution サウンドトラック                                               | 楽曲制作         |
| 2016年6月8日   | 龍が如く極                                             | 龍が如く サウンドトラック                                                                     | 楽曲制作         |
| 2016年6月14日  | Eダンスアカデミー                                      | NHK教育テレビジョン Eダンスアカデミー                                                         | 音源制作         |
| 2016年8月24日  | 英雄伝説VI 空の軌跡                                    | 英雄伝説 空の軌跡 the 3rd Evolution サウンドトラック                                          | 楽曲制作         |
| 2016年8月24日  | Say Yeah!                                              | 週末モデル                                                                                    | 編曲             |
| 2016年9月15日  | ファーストペンギンアワード授賞式                       | デジタルガレージ 本田圭佑 サウンドトラック                                                    | 楽曲制作         |
| 2017年1月14日  | 倭 -YAMATO                                             | 倭 -YAMATO パフォーマンス曲                                                                   | 楽曲制作         |
| 2017年4月28日  | 月が導く異世界道中                                     | 月が導く異世界道中 アルファポリス サウンドトラック                                            | 楽曲制作         |
| 2017年6月17日  | エンタテインメントシティSHIBUYA 渋谷再開発プロジェクト | 東京急行電鉄 オーケストラ楽曲                                                                 | 楽曲制作         |
| 2017年9月1日   | COLY 1ST ORIGINAL SOUND TRACK ALBUM -Sound of Heroes-  | スタンドマイヒーローズ サウンドトラック                                                       | 作曲、編曲       |
| 2017年12月21日 | ぐるっとプラスCM                                       | 西武鉄道 サウンドトラック                                                                     | 楽曲制作         |
| 2018年3月8日   | 北斗が如く                                             | 北斗が如く セガゲームス ゲーム音源                                                            | 楽曲制作         |
| 2018年4月9日   | アーノルドパーマー                                     | アーノルドパーマー レナウン CM音源                                                            | 楽曲制作         |
| 2018年4月12日  | THE BODY SHOP                                          | ザ・ボディショップ イオンフォレスト CM音源                                                    | 楽曲制作         |
| 2019年7月25日  | ラデツキー行進曲                                       | 日本製粉 ラデツキー行進曲 CM音源                                                              | 楽曲制作         |
| 2020年3月20日  | 名古屋テレビ                                           | 名古屋テレビ 番組音源                                                                         | 楽曲制作         |
| 2021年4月      | ガールズラジオデイズ 歌：二兎春花（CV:本渡楓）         | NEXCO中日本×ドワンゴ共同作品 テーマソング                                                     | 作曲、編曲       |
| 2022年6月      | PUBG                                                   | PUBG Corporation プロモーション音源                                                           | 楽曲制作         |
| 2023年1月      | 天使と悪魔                                             | Yuma Synthesizer V 公式楽曲                                                                   | 作詞、作曲、編曲 |
| 2023年1月      | Merry-Go-Round                                         | Mai Synthesizer V 公式楽曲                                                                    | 作詞、作曲、編曲 |
| 2023年1月      | 「僕は、騎士学院のモニカ。」                           | KADOKAWA 角川書店サウンドトラック                                                             | 作曲、編曲       |

### その他
- 伊藤由奈「Tokyo Days」オフィシャル配信楽曲編曲
- SEAMO『SEAMO Round About Tour 〜2008年 シーモ半期 珍プレー好プレー大賞〜 Final at 日本武道館』DVD音源制作
- SMAP「Over Flow」ライブ・バージョン編曲
- BoA
  - 「introduction」（『BoA FIRST LIVE TOUR 2003 -VALENTI-』ライブオープニング楽曲、DVD音源制作）
  - 「interlude」（a-nation使用楽曲／ライブ・ダンスパフォーマンス楽曲制作）
- 渡辺美里『Voyage VI』DVD音源制作